# Kyohei Yoshino
Kyohei Yoshino (吉野 恭平 Yoshino Kyōhei?, Sendai, Miyagi, 8 de noviembre de 1994) es un futbolista japonés que juega como centrocampista en el Cerezo Osaka de la J1 League.

## Trayectoria

### Clubes
| Club                       | País          | Año       |
| -------------------------- | ------------- | --------- |
| Tokyo Verdy                | Japón         | 2013      |
| Sanfrecce Hiroshima        | Japón         | 2014-2019 |
| Tokyo Verdy (cedido)       | Japón         | 2014      |
| J. League sub-22 (cedido)  | Japón         | 2014-2015 |
| Kyoto Sanga F. C. (cedido) | Japón         | 2016-2017 |
| Vegalta Sendai             | Japón         | 2020-2022 |
| Yokohama FC                | Japón         | 2023-2024 |
| Daegu F. C.                | Corea del Sur | 2024-2025 |
| Cerezo Osaka               | Japón         | 2025-     |